# Naja annulata
Naja annulata (anteriormente Boulengerina annulata) é uma espécie de cobra d'água do gênero Naja nativa do oeste e centro da África.
A espécie é uma das duas cobras-d'água conhecidas no mundo, sendo a outra a cobra-d'água do Congo (Naja christyi).

## Descrição
É uma cobra de grande porte, com corpo robusto, cabeça curta, larga e achatada, com canto indistinto e separado do pescoço. Possui olhos médios e escuros com pupilas arredondadas. O corpo é cilíndrico, e a cauda é longa. As escamas são lisas e brilhantes, dispostas em 21–23 fileiras no meio do corpo. Os adultos atingem, em média, entre 1,4 e 2,2 m de comprimento, mas podem alcançar até 2,8 m. As escamas lisas indicam o estilo de vida predominantemente aquático dessa espécie. É capaz de expandir um capuz estreito, porém impressionante. A coloração do corpo varia entre marrom brilhante, marrom-acinzentado ou marrom-avermelhado, com faixas pretas ao longo do corpo. A barriga é amarelo-pálida, enquanto a cauda é totalmente preta.

## Distribuição e habitat
Esta espécie é encontrada em partes do centro e oeste da África, incluindo Burundi, Camarões, República Centro-Africana, República Democrática do Congo, República do Congo, Guiné Equatorial, Gabão, Ruanda e a província de Cabinda, em Angola, além das margens burundianas, tanzanianas e zambianas do lago Tanganica. É uma espécie predominantemente aquática, raramente encontrada longe de água. Habita lagos e rios em terrenos de savana arborizada ou florestas de baixa altitude, onde há cobertura suficiente, sendo mais comum em margens de lagos, rios e riachos com vegetação arbustiva ou florestada.

## Comportamento e dieta
É uma espécie reservada, raramente encontrada por humanos. É ativa durante o dia e a noite, embora seja mais ativa durante o dia. Esta cobra predominantemente aquática passa a maior parte do tempo na água. É uma excelente nadadora, capaz de permanecer submersa por até 10 minutos e mergulhar a profundidades de até 25 m. Em terra, move-se lentamente e tende a se esconder entre rochas, buracos ou raízes de árvores que margeiam a água. Também utiliza estruturas artificiais, como pontes e cais, para se abrigar. Geralmente, não é agressiva; se abordada na água, nada rapidamente para longe, e em terra, tenta fugir para a água. Se ameaçada em terra, ergue o corpo, expande seu capuz estreito, porém proeminente, e pode sibilar alto, mas tende a evitar movimentos de ataque. Só morde quando provocada.
Alimenta-se quase exclusivamente de peixes, mas também pode predar sapos, rãs e outros anfíbios.

## Veneno
O veneno desta espécie é pouco estudado, mas acredita-se que seja perigosamente neurotóxico, como o da maioria das elapídeas. Um estudo indicou que a LD50 intraperitoneal (IP) desta espécie é de 0,143 mg/kg.
Os venenos das cobras d'água foram analisados quanto à letalidade, atividade proteolítica e teor de proteína. Os venenos de Naja annulata annulata e Naja christyi apresentaram, em média, 89% de proteína e ausência de atividade proteolítica. A LD50 intraperitoneal murina de N. a. annulata e N. christyi foi de 0,143 e 0,120 mg/kg, respectivamente. O soro antiofídico polivalente produzido pelo Instituto Sul-Africano de Pesquisa Médica neutralizou 575 e 200 LD50 dos venenos de N. a. annulata e N. christyi por ml de soro antiofídico, respectivamente. A cromatografia por troca catiônica resolveu quatro picos letais do veneno de N. a. annulata e seis do veneno de N. christyi. Os principais picos letais (cerca de 12% da proteína total do veneno) foram purificados por cromatografia de peneira molecular e caracterizados como polipeptídeos de 61 (toxina de N. a. annulata) e 62 resíduos (toxina de N. christyi) com quatro meias-cistinas. A elucidação das sequências completas de aminoácidos indicou que essas toxinas pertencem à classe de neurotoxinas pós-sinápticas de cadeia curta. As neurotoxinas de cadeia curta 1 de N. a. annulata e N. christyi apresentaram valores de LD50 intraperitoneal murina de 0,052 e 0,083 mg/kg, respectivamente, e mostraram mais de 80% de homologia com a toxina alfa de N. nigricollis. A análise por fase reversa de outro pico presente em ambos os venenos resolveu uma toxina com um N-terminal idêntico à neurotoxina de cadeia curta 1 de N. christyi. Essas frações também continham toxinas facilmente separáveis da isotoxina de cadeia curta por cromatografia de fase reversa preparativa. A sequenciação de aminoácidos dos primeiros 28 resíduos indicou que ambas as toxinas eram neurotoxinas de cadeia longa com N-terminais idênticos. A LD50 das neurotoxinas de cadeia longa 2 de N. a. annulata e N. christyi foi de 0,086 e 0,090 mg/kg, respectivamente. Os venenos desses elapídeos pouco conhecidos apresentam alguns dos menores valores de LD50 intraperitoneal entre as espécies de Naja africanas estudadas até o momento e possuem altas concentrações de neurotoxinas pós-sinápticas potentes.

## Taxonomia
| Subespécie     | Autor do táxon          | Distribuição geográfica |
| -------------- | ----------------------- | --- |
| N. a. annulata | Buchholz e Peters, 1876 | Camarões, República Centro-Africana, República Democrática do Congo, República do Congo, Guiné Equatorial, Gabão, Ruanda, Algola |
| N. a. stormsi  | Dollo, 1886             | Burundi, Tanzânia |